# گلو موبایل
گلو موبایل (انگلیسی: Glu Mobile) شرکت بازی ویدئویی آمریکایی است، که در سال ۲۰۰۵ تأسیس شد.